# Incroyables Expériences
Incroyables Expériences est une émission de télévision diffusée du 11 octobre 2008 au 27 juin 2012 sur France 2 puis France 3 et présentée par Jamy Gourmaud et Nathalie Simon (cette dernière remplace Tania Young à partir du 3 octobre 2011).
Du 6 avril 2009 au 1er mai 2009, l'émission est diffusée quotidiennement à 18 heures dans un format de 45 minutes.

## Concept
Dans Incroyables Expériences, Jamy Gourmaud réalise des expériences scientifiques, aux résultats souvent incroyables, qui présentent les phénomènes scientifiques qui interviennent dans notre quotidien.
Pour chaque expérience, Jamy pose une question aux deux équipes de candidats présentes sur le plateau. Si la question est posée avant l'expérience, celle-ci porte sur le phénomène qui aura lieu. Si la question est posée après l'expérience, celle-ci porte sur la cause du phénomène. Les équipes sont composées de trois personnalités lorsque les émissions sont en prime time ou de trois candidats anonymes lors des diffusions quotidiennes.

### Inspiration
Ce concept s'inspire de deux jeux télévisés similaires qui existaient sur des chaînes publiques belges: d'une part "GpiG" (ou "J'ai pigé") créé en 2006 sur La Une – Jamy Gourmaud y a d'ailleurs participé le 14 février 2008; d'autre part "Hoe?Zo!" ("Comment? Ainsi!"), dont "Jai pigé" est adapté, sur la Één (télévision publique belge néerlandophone).

## Liste des émissions et audiences

### Émissions en prime-time
Jusqu'au 27 février 2010, l'émission est diffusée le samedi soir sur France 2 et réalise de très bonnes audiences. Depuis le 19 octobre 2010, l'émission est diffusée sur France 3 le lundi ou le mardi soir et les audiences baissent. Le 3 octobre 2011, Nathalie Simon remplace Tania Young à la co-animation.
| Épisode | Date de diffusion | Candidats | Téléspectateurs | Part d'audience | Réf.   |
| ------- | ----------------- | --- | --------------- | --------------- | ------ |
| 1       | 11 octobre 2008   | Équipe 1 : Jean-Luc Lemoine, Max Boublil et Jonathan Lambert. Équipe 2 : Valérie Bègue, Virginie Hocq et Cindy Fabre.               | 3 700 000       | 17,5 %          |        |
| 2       | 24 janvier 2009   | Candidats : Anne Roumanoff, Pierre Bellemare, Christian Vadim, Titoff, Patrick Bouchitey et Juliette Arnaud.                        | 4 824 000       | 21,8 %          |        |
| 3       | 16 mai 2009       | Équipe 1 : Laurent Kerusoré, Anne Décis et Rebecca Hampton. Équipe 2 : Michel Boujenah, Élisabeth Buffet et Frédérique Bel.         | 2 985 000       | 14,4 %          |        |
| 4       | 27 février 2010   | Équipe 1 : Jean-Luc Lemoine, Liza Pastor et Sophia Aram. Équipe 2 : Virginie Lemoine, Élodie Gossuin et Denis Maréchal.             | 3 700 000       | 16,7 %          | [ 4 ]  |
| 5       | 19 octobre 2010   | Équipe 1 : Thomas N'Gijol, Malika Ménard et Michel Cymes. Équipe 2 : Serge Dupire, Dounia Coesens et Alexandre Fabre                | 3 065 000       | 11,7 %          | [ 5 ]  |
| 6       | 30 novembre 2010  | Équipe 1 : Jonathan Lambert, Éric Naulleau et Jean-Pierre Mocky. Équipe 2 : Chantal Ladesou, Nelson Monfort et Philippe Geluck.     | 3 187 000       | 12,1 %          | [ 6 ]  |
| 7       | 31 janvier 2011   | Équipe 1 : Marie Fugain, Christelle Chollet et Laurent Boyer. Équipe 2 : Christophe Alévêque, Gilbert Montagné et Didier Gustin.    | 2 994 000       | 12,1 %          | [ 7 ]  |
| 8       | 28 février 2011   | Équipe 1 : Geneviève de Fontenay, Barbara Morel et Mathieu Madénian. Équipe 2 : Rebecca Hampton, Bruno Salomone et Natasha St-Pier. | 2 602 000       | 9,6 %           | [ 8 ]  |
| 9       | 18 avril 2011     | Équipe 1 : Vincent Moscato, Virginie Hocq et Pierre Bénichou. Équipe 2 : Anthony Kavanagh, Sophie Thalmann et Amaury Vassili.       | 2 730 000       | 10,9 %          | [ 9 ]  |
| 10      | 23 mai 2011       | Équipe 1 : Vincent Ferniot, Nathalie Simon et Henry-Jean Servat. Équipe 2 : Laurent Kerusoré, Karen Cheryl et Cyril Féraud.         | 2 581 000       | 10,6 %          | [ 10 ] |
| 11      | 3 octobre 2011    | Équipe 1 : Éric Antoine, Corinne Touzet et Daniel Russo. Équipe 2 : Booder, Virginie Lemoine et Viktor Vincent.                     | 2 446 000       | 9,5 %           | [ 11 ] |
| 12      | 12 décembre 2011  | Équipe 1 : Thierry Beccaro, Hélène Boucher et Jérôme Commandeur. Équipe 2 : Jean-Pierre Castaldi, Vincent Perrot, Christian Vadim.  | 2 827 000       | 10,5 %          |        |
| 13      | 12 mars 2012      | Équipe 1 : Gérard Hernandez, Élisabeth Buffet et Smaïn. Équipe 2 : Jeane Manson, Denis Marechal et Nathalie Marquay.                | 2 018 000       | 7,7 %           | [ 12 ] |
| 14      | 9 avril 2012      | Équipe 1 : Shirley Bousquet, Bruno Salomone et Joséphine de Meaux. Équipe 2 : Guy Montagné, Anggun et Bernard Mabille.              | 2 088 000       | 7,3 %           |        |
| 15      | 28 mai 2012       | Équipe 1 : Baptiste Giabiconi, Delphine Wespiser et Philippe Candeloro. Équipe 2 : Chloé Mortaud, Willy Rovelli et Malika Ménard.   | 2 220 000       | 8,9 %           | [ 13 ] |
| 16      | 27 juin 2012      | Équipe 1 : Nelson Monfort, Julie Raynaud et Philippe Perrenoud. Équipe 2 : Samuel Étienne, Marine Vignes et Cyril Féraud.           | 1 817 000       | 7,4 %           | [ 14 ] |

Légende :
En fond vert = Les plus hauts chiffres d'audiences
En fond rouge = Les plus bas chiffres d'audiences

### Émissions en version quotidienne
Diffusée quotidiennement à 18 heures pour relancer les mauvaises audiences de cette case horaire, l'émission n'arrive pas à attirer du monde. La première émission n'a été regardée que par 700 000 téléspectateurs soit 6,9 % de parts de marché et les émissions suivantes ont fait environ la même audience.